# En beundrad outsider
En beundrad outsider är travkusken Johnny Takters självbiografi, skriven av Takter tillsammans med journalisten Henrik Ingvarsson. Den gavs ut den 12 maj 2021 på Perfect Imperfection Advisory i Värmland.

## Innehåll
I boken berättar Johnny Takter om sig själv och sitt liv inom travsporten. Takter har själv beskrivit boken som "brutalt ärlig", och han berättar bland annat om händelsen då han blev huggen två gånger med en machete.